# Узлян, Тигран Джаникович
Тигран Джаникович Узлян (греч. Τιγκράν Ουζλιάν; род. 11 февраля 1968, Шаумяновка, Абхазская АССР, Грузинская ССР) — советский и греческий боксёр, многократный чемпион Греции (1994—1999), призёр Средиземноморских игр (1997) и чемпионата Европы (1998), участник Олимпийских игр (1996, 2000). Мастер спорта СССР (1987).

## Биография
Тигран Узлян родился 11 февраля 1968 года в селе Шаумяновка Гульрипшского района Абхазской АССР. Начал заниматься боксом в возрасте 8 лет под руководством Ашота Минасяна. В 1989 году становился обладателем Кубка СССР. В 1990—1993 годах тренировался в Москве у Константина Копцева.
В 1993 году переехал в Грецию и в дальнейшем выступал под флагом этой страны. Становился бронзовым призёром Средиземноморских игр (1997) и чемпионата Европы (1998), участвовал в Олимпийских играх в Атланте (1996) и Сиднее (2000). В 2002 году выступал на профессиональном ринге.
После завершения спортивной карьеры занялся тренерской деятельностью. С 2003 по 2005 год был главным тренером молодёжной сборной Греции. В 2012—2013 годах работал в спортивном клубе «Spartan warriors». В 2014 году основал в Афинах профессиональный боксёрский клуб «Champ House — Tigran Boxing School».

## Семья
- Авак Узлян (род. 1992) — племянник, российский боксёр, чемпион Европы среди молодёжи (2012), четырёхкратный бронзовый призёр чемпионатов России (2010, 2011, 2014, 2015).
- Тигран Узлян (род. 1994) — племянник, российский боксёр, чемпион России (2010) и чемпион Европы (2008) среди юниоров, серебряный призёр чемпионата России (2012).